# Scherz und Ernst

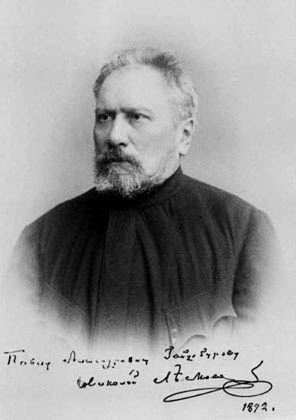
Nikolai Leskow im Jahr 1872

Scherz und Ernst (russisch Смех и горе, Smech i gore) ist eine Erzählung des russischen Schriftstellers Nikolai Leskow, die Anfang 1871 in der Sowremennaja letopis, einer Wochenbeilage von Katkows Moskauer Russki Westnik, in Fortsetzungen erschien.

## Überblick
Der Gutsbesitzer Orest Markowitsch Wataschkow, von altem russischen Adel abstammend, hat Haarsträubendes erlebt.
Im Ausland geboren, verlor der sechsjährige Orest den Vater vor Genua bei einem Bootsunfall. Die Mutter ging zwei Jahre darauf mit dem Jungen zu Orests Onkel in die heimatliche südrussische Provinz zurück. Orest erbte um die zweitausend Bauern, studierte in Moskau, Sankt Petersburg sowie in Bonn, wurde gegen seinen Willen beim Militär Husar, dann um anno 1855 Kornett, studierte wiederum im Ausland, kehrte 1868 nach Petersburg zurück und blieb bis zu seinem Ende ledig. Jenes Ende Onkel Orests hat der Ich-Erzähler rasch mitgeteilt: 1871 wollte Orest in sein Ausland zurück. Auf der Ausreise geriet er in Odessa in das 1871er Pogrom gegen die Juden, wurde in dieser Hafenstadt von einem Ordnung schaffenden russischen Hauptmann ausgepeitscht und starb an den Folgen.
In dem Text werden eine Fülle von Begebenheiten zur europäischen Geschichte aus der Mitte des 19. Jahrhunderts – vornehmlich eben Russland betreffend – überwiegend in minutiöser Dialogform geboten. Aus dem detailreichen Korpus soll nur eine der von Leskow erzählerisch ausgeformten Sequenzen skizziert werden: Die unfreiwillige Konfrontation des Protagonisten Orest mit zwei Angehörigen der Dritten Abteilung. Die Dritte Abteilung war die Geheimpolizei im Russischen Kaiserreich. Diese leitete von 1839 bis 1856 General Dubelt. Natürlich wird in diesem Prosastück nichts Geheimpolizeiliches – aber auch gar nichts – beim Namen genannt. Folglich erscheint der Text kryptisch. Der Leser erfährt aber, was Leskow eigentlich mit seinen Anspielungen meint, aus Kommentaren in Fußnoten, die russische und deutsche Herausgeber im 20. Jahrhundert beifügten. So ist zum Beispiel ein blaues Wesen ein Soldat oder Offizier der Geheimpolizei. Diese trugen blaue Uniformen. Oder noch ein anderes Beispiel – der Geheimpolizist Postelnikow ruft den Protagonisten nicht Orest, sondern Filimon – ein Hinweis auf dessen angeblichen Namenstag, den 14. Dezember, also den Tag des Dekabristenaufstandes. Gegen Textende hin hat es Polizeihauptmann Postelnikow geschafft. Der Schwätzer ist zum General aufgestiegen.

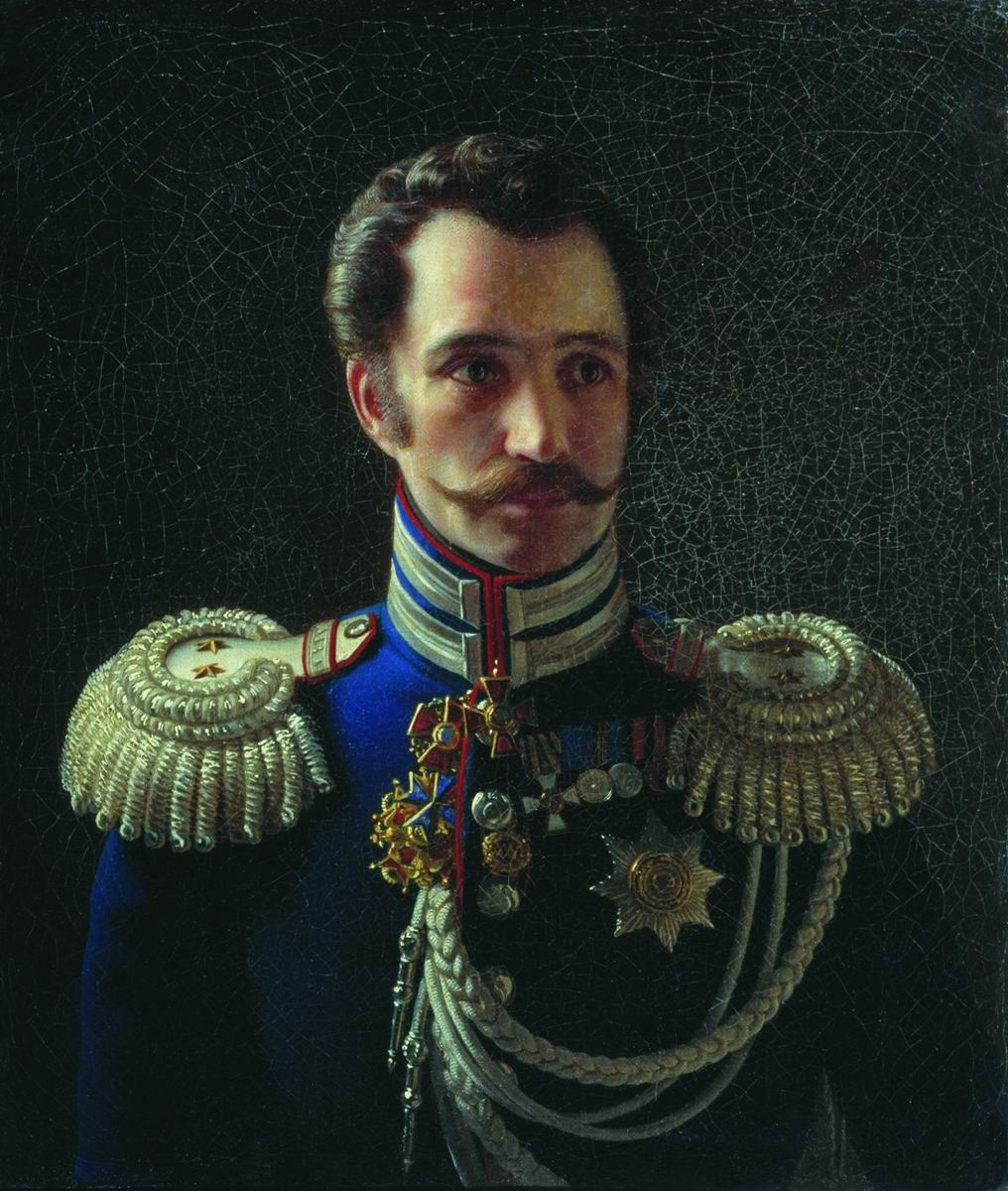
Alexei Tyranow um 1843: General Dubelt

## Die Dritte Abteilung
Orest, der in Moskau studiert, muss sich dort eine neue Studentenbude suchen und gerät an seinen neuen Vermieter, einen gewissen Leonid Postelnikow, einen Hauptmann mit „uferlosem Wortfluss“. Nachdem in Orests Bude Rylejews verbotenes Buch Dumy („Träumereien“) aus dem Dekabristenjahr 1825 gefunden wurde, wird er arretiert. Ihm wird weiteres Studium an sämtlichen russischen Universitäten untersagt. Auf Intervention seines Onkels darf der junge Mann wieder studieren und zwar in Petersburg. Bald taucht Herr Postelnikow mit seinem neuen Freund Stanisław Przykrzywnicki – einfach Staska – auf und entschuldigt sich für die oben erwähnte Festnahme. Orest müsse ihn auch verstehen, erläutert Postelnikow, der nichts knapp erklären kann. Postelnikow und Staska hätten ein Problem mit dem beruflichen Fortkommen – beide hätten nicht „die geringste Beobachtungsgabe“, eine der unabdingbaren Voraussetzungen in ihrem Gewerbe. Also mussten sie zu dem drastischen Mittel der Verhaftung greifen.
Orest akzeptiert und wundert sich nur, wie ihn Postelnikow wiedergefunden hat. Kein Problem, versetzt der Hauptmann, „Das ist bei uns doch aus den Listen zu ersehen.“
Freundliche Leute führen Orest in Petersburg höflich ab. In einem Amtszimmer lässt man ihn warten. Orest erzählt: „Ich hatte einfach Angst, mich zu bewegen, ich hob den einen Fuß, und schon kam es mir so vor, als verschwände der andere im Fußboden …“. Schließlich überredet ihn ein uniformierter grauhaariger Mann von sehr kleinem Wuchs mit riesigem Schnurrbart – oben genannter General Dubelt ist gemeint – zur militärischen Karriere.

## Titel
In dieser ernstgemeinten Zeitsatire verursacht Orests oben erwähnter Onkel mit einem Scherz den Tod von Orests lieber Mutter. Orest wird zum Scherz von zwei Angehörigen der Dritten Abteilung inhaftiert und als angehender Akademiker ins Militär gezwungen. Letzteres wiederum ist bitterer Ernst.

## Zitate
- General Dubelt: „Wir wissen alles.“[10]
- „… im allgemeinen ist der Russe sehr stark, falls man ihn nicht mit Arzneien verdirbt.“[11]
- „Sie wissen ja …, daß das Anwachsen der Zahl der Geisteskranken in einer bestimmten Beziehung zur Zivilisation steht – geistesgestörte Bauern gibt es fast überhaupt nicht.“[12]

## Selbstzeugnis
- Leskow an Suworin: „Als ich Scherz und Ernst schrieb, begann ich verantwortungsbewußt zu denken. Seitdem bin ich diesem Vorsatz treu geblieben: eine kritische Haltung einzunehmen, zugleich aber … gutmütig und nachsichtig zu sein.“[13]

## Rezeption
- 1959: Setschkareff sieht Parallelen zu Gogols Toten Seelen und zu Sternes Sentimentaler Reise. Zu der bitterbösen Satire Leskows schreibt er: Im Russland des Zaren kann man im 19. Jahrhundert „aus Versehen und als lustiges Mißverständnis … öffentlich auf der Straße amtlicherseits so verprügelt werden, daß man daran stirbt (dies das endliche Schicksal des vielgeprüften Onkels).“[14]
- 1967: Reißner meint, Orest lehne zwar die damaligen russischen Zustände ab und verachte sie, doch dabei bleibe es. Veränderung strebe der Held nicht ernsthaft an.[15]
- 1985: Dieckmann versteht die Aktivitäten der Volkstümler in den 1870er Jahren als erneuten Versuch, das hier geschilderte, in den 1860er Jahren misslungene demokratische Bestreben erneut anzustrengen.[16]

### Deutschsprachige Ausgaben
- Scherz und Ernst. Deutsch von Michael Pfeiffer. S. 222–449 in Eberhard Dieckmann (Hrsg.): Nikolai Leskow: Gesammelte Werke in Einzelbänden. Bd. 3. Der versiegelte Engel. Erzählungen und ein Roman. 795 Seiten. Rütten & Loening, Berlin 1985 (1. Aufl.)

Verwendete Ausgabe:
- Scherz und Ernst. Deutsch von Michael Pfeiffer. S. 487–723 in Eberhard Reißner (Hrsg.): Nikolai Leskow: Gesammelte Werke in Einzelbänden. Liebe in Bastschuhen. Mit einer Nachbemerkung des Herausgebers. 747 Seiten. Rütten & Loening, Berlin 1967 (1. Aufl.)

### Sekundärliteratur
- Vsevolod Setschkareff: N. S. Leskov. Sein Leben und sein Werk. 170 Seiten. Verlag Otto Harrassowitz, Wiesbaden 1959